# Peziza isabellina
Peziza isabellina är en svampart. Peziza isabellina ingår i släktet Peziza och familjen Pezizaceae.

## Underarter
Arten delas in i följande underarter:
- ianthina
- isabellina